# Гаранти Коза Турнир на шампионките 2013
Гаранти Коза Турнир на шампионките 2013 е тенис турнир за най-добрите тениситки извън топ 8 на Световната ранглиста за жени, спечелили поне един турнир от категория „Международни“. Това е петото издание на турнира и е част от WTA Тур 2013. Провежда се в зала „Арена Армеец София“ в българската столица София от 29 октомври до 3 ноември. Надя Петрова е шампионката от Qatar Airways Турнир на шампионките 2012, но тя не успява да се класира за състезанието през 2013 г.
На състезанието в София през 2013 г. (наричано „малкия мастърс“) се съревноваваха осем от най-силните тенисистки за 2013 г. в света. Две от тях получиха специалното право да играят в турнира по покана на организаторите, без да са минавали през квалификации (т.нар. „уайлд кард“). Това са българската тенис звезда Цветана Пиронкова и Ана Иванович от Сърбия, която освен №1 в световната ранглиста (през 2008 г.), е била и двукратна победителка в Турнира на шампионките (през 2010 и 2011 г. в Бали). Наградният фонд на състезанието е 750 000 долара, което го превръща в най-големия тенис турнир в България.
Другите участнички са Симона Халеп (Румъния, №14 в световната ранглиста), Елена Веснина (Русия, №16 в световната ранглиста), Саманта Стосър (Австралия, №19 в световната ранглиста), Мария Кириленко (Русия, №18 в световната ранглиста), Анастасия Павлюченкова (Русия, №26 в световната ранглиста), Ализе Корне (Франция, №27 в световната ранглиста).
През 2013 г. Турнирът получи партньорство и финансова подкрепа от Корпоративна търговска банка АД.

## Точки и награден фонд
Наградният фонд на Гаранти Коза Турнир на шампионките 2013 е $750 000.
| Фаза                    | Сингъл        | Точки 1   |
| ----------------------- | ------------- | --------- |
| Шампионка               | RR2 + 190 000 | RR2 + 195 |
| Финалистка              | RR2 + 65 000  | RR2 + 75  |
| Полуфиналистки          | RR2 + 10 000  | RR2       |
| Групова фаза (3 победи) | 80 000        | 180       |
| Групова фаза (2 победи) | 65 000        | 145       |
| Групова фаза (1 победа) | 50 000        | 110       |
| Групова фаза (0 победи) | 35 000        | 75        |
| Резерва                 | 7500          | 75        |

- 1 за всеки изигран мач в груповата фаза тенисистките получават автоматично 25 точки, а за всяка победа прибавят още 35 точки.
- 2 RR означава парите или точките, спечелени в груповата фаза.
- 3 Заместничките получават 7500 долара дори и ако не участват.

## Квалификации
Шестте най-високо ранкирани тенисистки, които са спечелили поне една титла от категория Международни през годината и не участват на сингъл във финалния Шампионат на WTA Тур в Истанбул или финала на Фед къп, автоматично се класират за състезанието, плюс още две поканени от домакините тенисистки (WC).
Тенисистките в сиво вече са се класирали за Гаранти Коза Турнир на шампионките.
Тенисистките в жълто вече са се класирали за Шампионата на WTA.
Тенисистките в синьо са резерви за Шампионата на WTA.
Тенисистките в зелено по всяка вероятност ще вземат участие във финала на „Фед къп“.
| WTA ранглиста на сингъл (21 октомври 2013) |                        |      |                               |
| №                                          | Тенисистка             | Ранк | Титла в(ъв)                   |
| -                                          | Серина Уилямс          | 1    | Бостад                        |
| -                                          | Агнешка Радванска      | 4    | Окланд Сеул                   |
| -                                          | Ли На                  | 5    | Шънджън                       |
| -                                          | Сара Ерани             | 7    | Акапулко                      |
| -                                          | Йелена Янкович         | 8    | Богота                        |
| -                                          | Анжелик Кербер         | 9    | Линц                          |
| -                                          | Каролине Возняцки      | 10   | Люксембург                    |
| -                                          | Роберта Винчи          | 13   | Катовице Палермо              |
| 1                                          | Симона Халеп           | 14   | Нюрнберг Хертогенбош Будапеща |
| 2                                          | Ана Иванович           | 16   | Уайлд кард (WC)               |
| 3                                          | Мария Кириленко        | 18   | Патая                         |
| 4                                          | Саманта Стосър         | 19   | Осака                         |
| 5                                          | Елена Веснина          | 25   | Хоубарт                       |
| 6                                          | Анастасия Павлюченкова | 26   | Монтерей Оейраш               |
| 7                                          | Ализе Корне            | 27   | Страсбург                     |
| -                                          | Луцие Шафаржова        | 29   | Квебек                        |
| -                                          | Даниела Хантухова      | 33   | Бирмингам                     |
| -                                          | Магдалена Рибарикова   | 37   | Вашингтон                     |
| -                                          | Бояна Йовановски       | 37   | Ташкент                       |
| -                                          | Елина Свитолина        | 40   | Баку                          |
| -                                          | Франческа Скиавоне     | 42   | Маракеш                       |
| -                                          | Ивон Мойсбургер        | 50   | Бад Гащайн                    |
| -                                          | Марина Еракович        | 52   | Мемфис                        |
| -                                          | Моника Никулеску       | 54   | Флорианополис                 |
| -                                          | Джан Шуай              | 61   | Гуанджоу                      |
| -                                          | Каролина Плишкова      | 63   | Куала Лумпур                  |
| 8                                          | Цветана Пиронкова      | 118  | Уайлд кард (WC)               |

## Сингъл
Надя Петрова е шампионката от 2012 г., но тя не се класира за надпреварата през този сезон.
Симона Халеп печели титлата, след като надиграва Саманта Стосър с 2 – 6, 6 – 2, 6 – 2 във финалния двубой.

### Тенисистки
1. Симона Халеп (Шампионка)
2. Ана Иванович (Полуфинал)
3. Мария Кириленко (Групова фаза, отказва се)
4. Саманта Стосър (Финал)
5. Елена Веснина (Групова фаза)
6. Анастасия Павлюченкова (Полуфинал)
7. Ализе Корне (Групова фаза)
8. Цветана Пиронкова (Групова фаза)

### Резерви
1. Елина Свитолина (Групова фаза, замества Мария Кириленко)
2. Ивон Мойсбургер (Не участва)

### Основна схема

#### Легенда
- Q (на английски: qualifier – квалификант) – тенисист, преминал квалификациите
- WC (на английски: wild card – уайлд кард) – специална покана от организаторите на турнира
- LL (на английски: lucky loser – щастлив губещ) – най-високоранкираният тенисист, отпаднал в последния кръг на квалификациите, влиза в основната схема на мястото на друг играч, отказал се от участие в турнира поради някаква причина
- Alt (на английски: alternate – заместник) – играч, който получава място в турнира след отказването на друг тенисист
- SE (на английски: special exempt – специален допуск) – тенисист, който не може да участва в квалификациите, тъй като все още играе в друг турнир, получава място в основната схема чрез special exempt
- PR (на английски: protected ranking – защитаващ ранкинг) – използва се за допускане на тенисисти, които дълго време са отсъствали от тура поради контузии и в резултат са се смъкнали в ранглистата
- w/o (на английски: walkover – служебна победа) – при отказване на играч още преди началото на мач, опонентът му печели служебно
- r (на английски: retired – отказал се) – при оттегляне на тенисист по време на мач, най-често поради здравословни причини
- d (на английски: defaulted – неизпълнение) – отстраняване на играч за неспортсменско поведение

#### Финална фаза
|  | Полуфинали | Полуфинали             | Полуфинали     | Полуфинали | Полуфинали |   |                | Финал        | Финал | Финал | Финал | Финал |
|  |            |                        |                |            |            |   |                |              |       |       |       |       |
|  | 1          | Симона Халеп           | 2              | 6          | 6          |   |                |              |       |       |       |       |
|  | 2/WC       | Ана Иванович           | 6              | 1          | 3          |   |                |              |       |       |       |       |
|  | 2/WC       | Ана Иванович           | 6              | 1          | 3          |   | 1              | Симона Халеп | 2     | 6     | 6     |       |
|  |            |                        |                |            |            |   | 1              | Симона Халеп | 2     | 6     | 6     |       |
|  |            | 4                      | Саманта Стосър | 6          | 2          | 2 |                |              |       |       |       |       |
|  | 4          | 4                      | Саманта Стосър | 6          | 2          | 2 | Саманта Стосър | 6            | 1     | 6     |       |       |
|  | 4          |                        |                |            |            |   | Саманта Стосър | 6            | 1     | 6     |       |       |
|  | 6          | Анастасия Павлюченкова | 1              | 6          | 3          |   |                |              |       |       |       |       |

#### Група „Сердика“
|       |                                 | Халеп                        | Кириленко Свитолина          | Павлюченкова                 | Корне                  | П–З         | Сетове           | Геймове                 | Класиране |
| 1     | Симона Халеп                    |                              | 6 – 1, 6 – 1 (с/у Свитолина) | 6 – 3, 6 – 3                 | 6 – 4, 6 – 4           | 3–0         | 6–0 (100%)       | 36–16 (69%)             | 1         |
| 3 Alt | Мария Кириленко Елина Свитолина | (с/у Свитолина) 1 – 6, 1 – 6 |                              | (с/у Свитолина) 2 – 6, 4 – 6 | 0 – 5r (с/у Кириленко) | 0 – 1 0 – 2 | 0 – 0 0 – 4 (0%) | 0 – 5 (0%) 8 – 24 (25%) | X 4       |
| 6     | Анастасия Павлюченкова          | 3 – 6, 3 – 6                 | 6 – 2, 6 – 4 (с/у Свитолина) |                              | 6 – 2, 6 – 2           | 2–1         | 4–2 (67%)        | 30–22 (58%)             | 2         |
| 7     | Ализе Корне                     | 4 – 6, 4 – 6                 | 5 – 0r(с/у Кириленко)        | 2 – 6, 2 – 6                 |                        | 1–2         | 0–4 (0%)         | 17 – 24 (41%)           | 3         |

#### Група „Средец“
|      |                   | Иванович                   | Стосър              | Веснина                    | Пиронкова           | П–З | Сетове    | Геймове       | Класиране |
| 2/WC | Ана Иванович      |                            | 6 – 2, 5 – 7, 6 – 2 | 4 – 6, 6 – 3, 6 – 7(1 – 7) | 6 – 0, 6 – 2        | 2–1 | 5–3 (63%) | 45–29 (61%)   | 2         |
| 4    | Саманта Стосър    | 2 – 6, 7 – 5, 2 – 6        |                     | 6 – 3, 6 – 3               | 6 – 1, 6 – 4        | 2–1 | 5–2 (71%) | 35–28 (56%)   | 1         |
| 5    | Елена Веснина     | 6 – 4, 3 – 6, 7 – 6(7 – 1) | 3 – 6, 3 – 6        |                            | 6 – 2, 4 – 6, 6 – 0 | 2–1 | 4–4 (50%) | 38 – 36 (51%) | 3         |
| 8/WC | Цветана Пиронкова | 0 – 6, 2 – 6               | 1 – 6, 4 – 6        | 2 – 6, 6 – 4, 0 – 6        |                     | 0–3 | 1–6 (14%) | 15–40 (27%)   | 4         |